# Amilenarismo
Amilenarismo (em grego: a- "não" + milenarismo) na escatologia cristã, significa a rejeição da crença em que Jesus terá um reinado físico literal na terra com duração de mil anos. Essa rejeição contrasta com interpretações pré-milenaristas e algumas pós-milenaristas do capítulo 20 do Livro da Revelação.
A visão amilenarista considera os "mil anos" mencionados em Apocalipse 20 como um número simbólico, não como uma descrição literal. Os amilenaristas afirmam que o milênio já começou e corresponde à atual era da igreja. O amilenarismo sustenta que apesar do reinado de Cristo durante o milênio seja de natureza espiritual, no final da era da igreja, Cristo retornará no julgamento final e estabelecerá um reino permanente no novo céu e na nova terra.
Muitos proponentes não gostam do termo "amilenarismo" por enfatizar suas diferenças com o pré-milenarismo, em vez de suas crenças sobre o milênio. Alguns proponentes também preferem termos alternativos como nunc-milenarismo (agora-milenarismo) ou milenarismo realizado, apesar de esses outros nomes terem alcançado apenas aceitação e uso limitados.

## Plano de fundo
O amilenarismo clássico crê num milênio que se iniciou com a primeira Vinda de Cristo, representando o período do Evangelho, que segue entre a Ressurreição de Cristo e a Segunda Vinda de Cristo. Entende, assim, a primeira ressurreição de modo espiritual: se a segunda morte é a separação de Deus no lago de fogo, a primeira ressurreição é a união com Cristo até a ressurreição dos justos, para o juízo final. Logo, espiritualmente, os mortos em Cristo já estariam participando do milênio no Paraíso, encontrado no Terceiro Céu.
Durante esse período, Satanás estaria preso de modo não total, ficando inerte, mas teria seu poder limitado com a morte e ressurreição de Cristo, de modo que não pode impedir o crescimento do Evangelho.
De modo geral, o Milênio, na visão amilenarista, seria o período da Dispensação da Graça, onde os justos falecidos habitariam com Deus e Satanás teria seu poder limitado, culminando com a Volta de Cristo e com o Juízo Final e único, iniciando a Eternidade.

## Dogma
O amilenarismo rejeita a ideia de um "milênio" futuro em que Cristo reinará na terra antes do estado eterno iniciar, mas afirma:
- que Jesus está atualmente reinando do céu, sentado à direita de Deus, o Pai;
- que Jesus também está e permanecerá com a igreja até o final do mundo, como prometeu na Ascensão;
- que, no Pentecostes, o milênio iniciou (outros acreditam que ele iniciou após a ascensão de Cristo), como é mostrado por Pedro usando as profecias de Joel, sobre a chegada do reino, para explicar o que estava acontecendo;
- e que, portanto, a igreja e sua propagação das boas novas é o Reino de Cristo e sempre será.

Os amilenaristas citam referências das escrituras sobre o reino não ser um reino físico:
- Mateus 12:28, onde Jesus cita sua expulsão de demônios como evidência de que o reino de Deus havia chegado sobre eles
- Lucas 17:20–21, onde Jesus adverte que a vinda do reino de Deus não pode ser observada e que está entre eles
- Romanos 14:17, onde Paulo fala do reino de Deus como sendo em termos das ações dos cristãos

Em particular, os amilenaristas consideram o período de mil anos como uma expressão figurativa do reino de Cristo sendo perfeitamente completada, como as "mil montanhas" citadas em Salmos 50:10, as montanhas sobre as quais Deus possui o rebanho, são todas as montanhas, e as "mil gerações" em 1 Crônicas 16:15, as gerações para as quais Deus será fiel, refere-se a todas as gerações. (Alguns pós-milenaristas e quase todos os pré-milenaristas sustentam que a palavra milênio deve ser tomada para se referir a um período literal de mil anos).
O amilenarismo também ensina que amarração de Satanás, descrita em Apocalipse, já ocorreu. Ele foi impedido de "enganar as nações" pela propagação do evangelho. Esta é a primeira amarração que ele sofreu na história após a sua queda do céu. No entanto, o bem e o mal permanecerão misturados em força ao longo da história e até mesmo na igreja, de acordo com a compreensão amilenarista da parábola do trigo e do joio.
O amilenarismo é às vezes associado com o idealismo, uma vez que ambas as escolas ensinam uma interpretação simbólica de muitas das profecias da Bíblia e especialmente do Livro de Apocalipse. No entanto, muitos amilenaristas acreditam no cumprimento literal das profecias bíblicas. Eles simplesmente discordam dos milenaristas sobre como ou quando essas profecias serão cumpridas.